# Geogamasus foliaceus
Geogamasus foliaceus är en spindeldjursart som beskrevs av Wolfgang Karg 1976. Geogamasus foliaceus ingår i släktet Geogamasus och familjen Ologamasidae. Inga underarter finns listade i Catalogue of Life.